# Aralia warmingiana
Aralia warmingiana là một loài thực vật có hoa trong Họ Cuồng. Loài này được (Marchal) J.Wen mô tả khoa học đầu tiên năm 1993.